# Evertsholm och Varby
Evertsholm och Varby var en av SCB avgränsad och namnsatt småort i Söderköpings kommun. den omfatade bebyggelse i de två sammanväxta byarna I Bär två byarna belägna i Drothems socken ungefär 5 km väster om Söderköping. Efter 1995 uppfylldes inte villkoren för att klassas som småort och sedan dess existerar ingen bebyggelseenhet med detta namn.